# Phad (peinture)
Le Phad est exercé au Rajasthan, surtout dans le désert de Thar (Jaisalmer, Bikaner). Les peintures Phad se présentent généralement sous la forme de longs rouleaux, de tissus ou canvas, colorés au prédominent le jaune, le rouge et le vert et qui sont transportés par les Bhopa, ces prêtres baladins, originaire du tribu Nayakas, qui chante la légende de Pabuji, un héros et dieu local, vénéré par le tribu Rabari. Les Bhopa chante également la légende de Devnarayan (un guerrier qui est une incarnation de Vishnu),,. Les Phad de l'épique de Pabuji sont 4,5 mètres et les Phad de l'épique de Devnarayan sont 9 mètres. La présentation de chaque épique dure toute la nuit. Les maîtres de l'école Phad sont les familles Joshi du district  Bhilwara qui était les seules peintres Phad jusqu'au milieu du XXe siècle.

## Liens externes

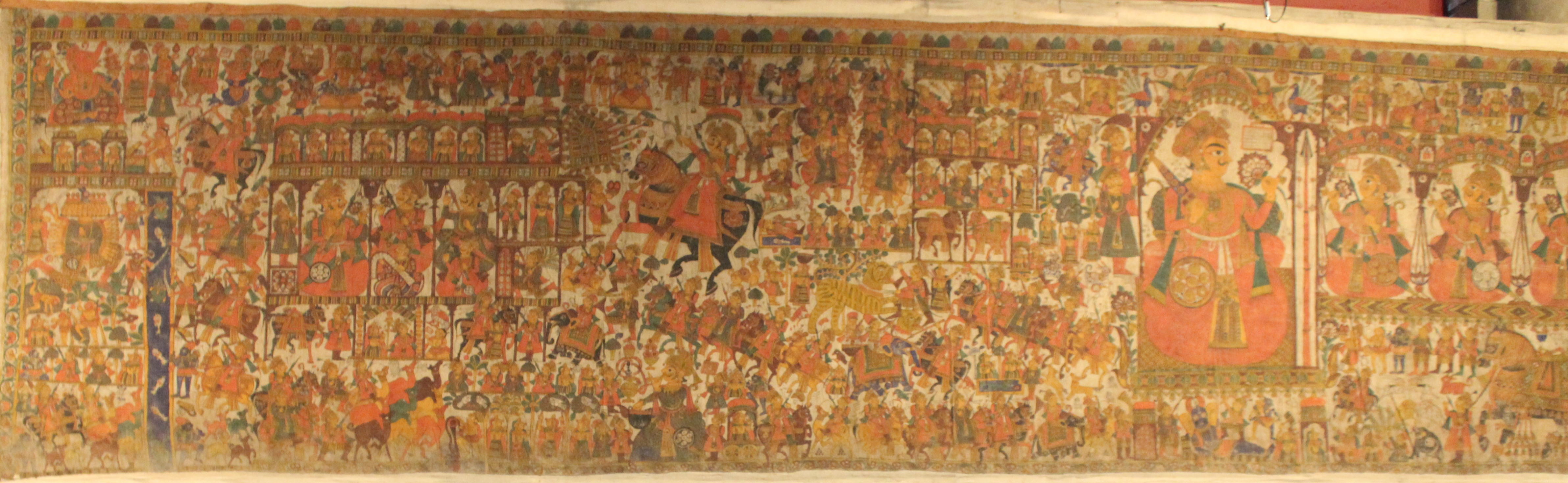
National Museum, New Delhi